# 세계노동조합연맹
세계노동조합연맹(世界勞動組合聯盟, 영어: the World Federation of Trade Unions, WFTU) 혹은 세계노련은 1945년 만들어졌다. 설립 목적은 노동자로 조직된 유엔과 같은 국제적 기구를 만드는 것이였다. 세계 노동조합 연맹은 좌익 성향의 노동조합이 주축이 되어 만들어졌는데, 1949년 마샬 계획의 지지 여부에 대한 논쟁 끝에 일부 서양의 노동조합이 국제 자유 노동조합 연맹(ICFTU)을 결성하며 탈퇴하였다.
냉전시대에도 세계 노동조합 연맹은 소련의 최전선 조직 역할을 자주 했다. 유고슬라비아와 중화인민공화국을 포함한 여러 노동조합이 자국 정부가 소련과 이념적 이견을 보임에 따라 탈퇴했다.
세계 노동조합 연맹은 소련과 중앙유럽에서 공산당의 붕괴 이래 지난 20여년 동안 이전의 동맹 조합들이 국제 자유 노동조합 연맹에 가입하면서 가파르게 쇠퇴했다. 2006년 1월 본부를 체코 프라하에서 그리스 아테네로 옮겨, 제 3세계 조합의 지역 본부를 조직하는데 힘을 쏟고 있으며, 제국주의, 인종차별주의, 빈곤, 열악한 환경과 자본주의 체제 아래 노동자 작취에 대항하고, 완전 고용, 사회 안전, 건강 보건과 노동조합 권리를 지킨다. 세계 노동조합 연맹은 회의를 조직하고, 성명서를 작성하고 교육 자료를 생산하는데 힘을 쏟고 있다. 국제 의제를 진전시키기 위한 노력의 일환으로 세계적인 국영 혹은 산업 노동조합과 협의체 뿐 아니라 아프리카 노동조합 연합조직(OATUU), 국제 아랍 노동조합 연맹(ICATU), 남아메리카 노동조합 영구 총회(CPUSTAL), CIS 노동조합 일반연합 같은 국제적 지역적 노동조합 조직과도 협의체를 만들고자 노력하고 있다.
세계 노동조합 연맹은 유엔 경제사회이사회, 국제노동기구, 유네스코, 식량농업기구 등 유엔 산하 기구들에 대한 자문 자격을 갖고 있고, 뉴욕, 제네바, 로마에 고정 조직을 유지하고 있다.

## 같이 보기
- 조선직업총동맹